# Яхмос-Мерітамон
Яхмос-Мерітамон II (бл. 1551 до н. е. — бл. 1524 до н. е.) — давньоєгипетський діяч, Дружина бога Амона. Не слід плутати з Яхмос-Мерітамон, донькою фараона Таа II Секененра, і Мерітамон II, дружиною фараона Аменхотепа II.

## Титули
Мала титули Пані двох земель (nbt-t3wy), Велика дружина царя (hmt-niswt (-wrt)), Пані всіх двох земель (hnwt-t3wy-tm), Дружина бога (hmt-ntr), Увінчана білою короною (khnmt-nfr-hdjt), Донька царя (s3t-niswt), Сестра царя (snt-niswt).

## Життєпис
Походила з XVIII династії. Донька фараона Яхмоса I і Яхмос-Нефертарі. Замолоду стала дружиною свого брата Аменхотепа I. У 1525 році до н. е. після сходження брата-чоловіка на трон отримала від матері титул Дружини бога Амона. Ймовірно померла через декілька років після цього.
Результатом дослідження саркофага і мумії Яхмос-Мерітамона став висновок, що вона страждала артритом і сколіозом. Щодо віку є суперечки: одні дослідники доводять, що вона померла у віці 18-19 років, інші — 26-27 років, ще одні — 40 років.

## Саркофаг
Поховано в гробниці TT358 в Дейр ель-Бахрі. Саркофаги (зовнішній і внутрішній) з кедрового дерева знайдено 1930 року Гербертом Юстісом Вінлоком. Ванякова статуя цариці виявлено італійським єгиптологом Джованні Белзоні в Карнаку 1817 року. Нижня частина цієї статуї все ще стоїть перед VIII пілоном храму Амона в Карнаці, з південної його боку.
Мумія і саркофаг знаходяться наразі в Єгипетському музеї в Каїрі (JE 53140). Завдовжки становить 313,5 м, завширшки 87 см. Зовнішній саркофаг нагадує людські обриси самої Яхмос-Мерітамон II. Померла зображена зі схрещеними руками, в кистях рук — два невеликих скіпетра, що закінчуються квіткою папірусу. Широке багаторядне намисто, пишна перука, що витончено декоровано маленькими пофарбованими в синій колір заглибленнями, різьблений геометричний орнамент на грудях надають фігурі цариці дивну чарівність, відтіняючи і підкреслюючи строгі правильні риси обличчя. Інша частина саркофага орнаментировано пір'ям, що імітують крила богині Ісіди, які вирізані по дереву. У центрі саркофага — ієрогліфи посвяти традиційної жертовної формули для забезпечення похоронного культу.